# Winder Mendoza
Winder Vladimir Mendoza Ramirez (Caracas, Venezuela, 8 de diciembre de 1984) es un exfutbolista profesional venezolano-dominicano que se desempeñaba en el terreno de juego como defensa lateral y su último equipo fue el Atlético Vega Real de la Liga Dominicana de Fútbol. Fue internacional con la selección de fútbol de la República Dominicana.

## Trayectoria Internacional
Mendoza, nacido en Venezuela, no fue tenido en cuenta por la selección vinotinto, pero tiene ascendencia dominicana por parte de su padre. Fue convocado para jugar con la República Dominicana en la clasificación para la Liga de Naciones Concacaf 2019-20, aunque no disputó ningún partido. Debutó como internacional el 17 de febrero de 2019, jugando en la victoria por 1-0 contra Guadalupe.

## Clubes
| Club                        | País                 | Año         |
| --------------------------- | -------------------- | ----------- |
| Deportivo Italchacao        | Venezuela            | 2006 - 2007 |
| UCV FC                      | Venezuela            | 2007 - 2008 |
| Yaracuyanos Fútbol Club     | Venezuela            | 2008 - 2009 |
| Atlético Venezuela          | Venezuela            | 2009 - 2012 |
| Gran Valencia FC            | Venezuela            | 2012 - 2014 |
| Club Barcelona Atlético     | República Dominicana | 2015 - 2016 |
| Inter de Bayaguana          | República Dominicana | 2016-2017   |
| Club Atlético San Francisco | República Dominicana | 2018-2019   |
| Cibao FC                    | República Dominicana | 2019-2020   |
| Delfines del Este FC        | República Dominicana | 2019-2020   |
| Moca F. C.                  | República Dominicana | 2020-2021   |
| Atlético Vega Real          | República Dominicana | 2022-2023   |

## Vida personal
- Winder Mendoza lleva ascendencia Dominicana por parte de su padre.

- En 2016 obtiene la nacionalidad de República Dominicana.

## Palmarés
| Título | Club | Año |
| ------ | ---- | --- |
|        |      |     |